# روبرت ريغلي
روبرت ريغلي (بالإنجليزية: Robert Wrigley)‏ هو شاعر أمريكي، ولد في 27 فبراير 1951 في سانت لويس الشرقية ‏ في الولايات المتحدة.